# École secondaire Samuel-De Champlain
Pour l’article homonyme, voir Samuel de Champlain (homonymie).
L'école secondaire Samuel-De Champlain, est un établissement d'enseignement de niveau secondaire dans la ville de Québec, Québec, Canada. Elle est située dans le quartier du Vieux-Moulin et fait partie du Centre des services scolaire des Premières-Seigneuries.

## Historique
L'école secondaire Samuel-De Champlain ouvre ses portes à l'automne 1958, sous la responsabilité de la commission scolaire de Giffard (alors une municipalité distincte de Beauport, à laquelle elle sera plus tard fusionnée). Elle porte le nom de Samuel de Champlain, explorateur français et fondateur de la ville de Québec. À cette époque, seuls les garçons fréquentaient la 8e à la 12e année d'études; à partir de 1964, les filles fréquentaient plutôt l'école Hélène-Boulé attenante.
Samuel-de-Champlain passera sous la gouverne de différentes commissions scolaires au fil des réorganisations de territoire : la Commission scolaire régionale Orléans en 1965, la commission scolaire Beauport le 1er juillet 1985 puis la Commission scolaire des Premières-Seigneuries, lors de la création de cette dernière en 1998. Finalement, par le Centre des services scolaires des Premières-Seigneuries en 2020.
L'école devient en 1972 la Polyvalente Samuel-De Champlain dans la foulée de la réforme instituant les polyvalentes : la formation professionnelle est développée en parallèle à la formation générale et à l'adaptation scolaire. En novembre 1987, l'école reprend le nom d'école secondaire Samuel-De Champlain. Cette même année, un centre de formation professionnelle est rattaché à l'école secondaire.

## Projets et reconnaissance
En 2001, l'école a obtenu du Ministère de l'Éducation du Québec le deuxième prix régional Essor  pour le projet La Chaussure. Réalisé avec la collaboration du Musée de la Civilisation de Québec, ce projet a mené à l'intégration du thème de la chaussure à toutes les activités d'apprentissage ou de recherche dans cinq matières scolaires : géographie, enseignement moral, français, informatique et arts plastiques. Les prix Essor sont décernés par le Ministère de l'Éducation pour récompenser les efforts réalisés par des écoles pour la promotion des arts et de la culture, en collaboration avec le Ministère de la Culture et des Communications, Télé-Québec, Hydro-Québec, la Banque Scotia et Yamaha Canada Musique ltée.
En 2005, l'école a été reconnue Établissement Vert Brundtland par la CSQ en reconnaissance de différents projets liés à l'écologie, le pacifisme, la solidarité et l'esprit démocratique.

## Vie politique de l'école
À la suite de la graduation du premier ministre Ayoub Ajdour en juin 2022, la direction de l'école a déclenché une nouvelle élection. Deux candidats et une coalition se sont présentés, William Roy, Mathias Toy ainsi que la Coalition du 301. Après un vote populaire, William Roy a été élu premier ministre de l'école et la Coalition du 301 obtient la place de vice-premier ministre (ayant comme représentant Ylan Berri et Émile Lafleur). Lors de la formation du parlement étudiant, la Coalition du 301 a obtenu une majorité de 16 sièges sur 24. malgré la position de William Roy, ce dernier se retrouve désavantagé par rapport à la Coalition, en raison de son nombre de sièges moins élevé. La Coalition jouit donc d'un pouvoir décisionnel important, malgré sa défaite. À la suite de menaces de manifestation contre le code vestimentaire de l'école, le parlement étudiant a décidé de créer un comité consacré à cet enjeu. Lors d'un vote parlementaire celui-ci a nommé Ulysse Hernandiz à la tête de ce comité.

## Galerie de photos

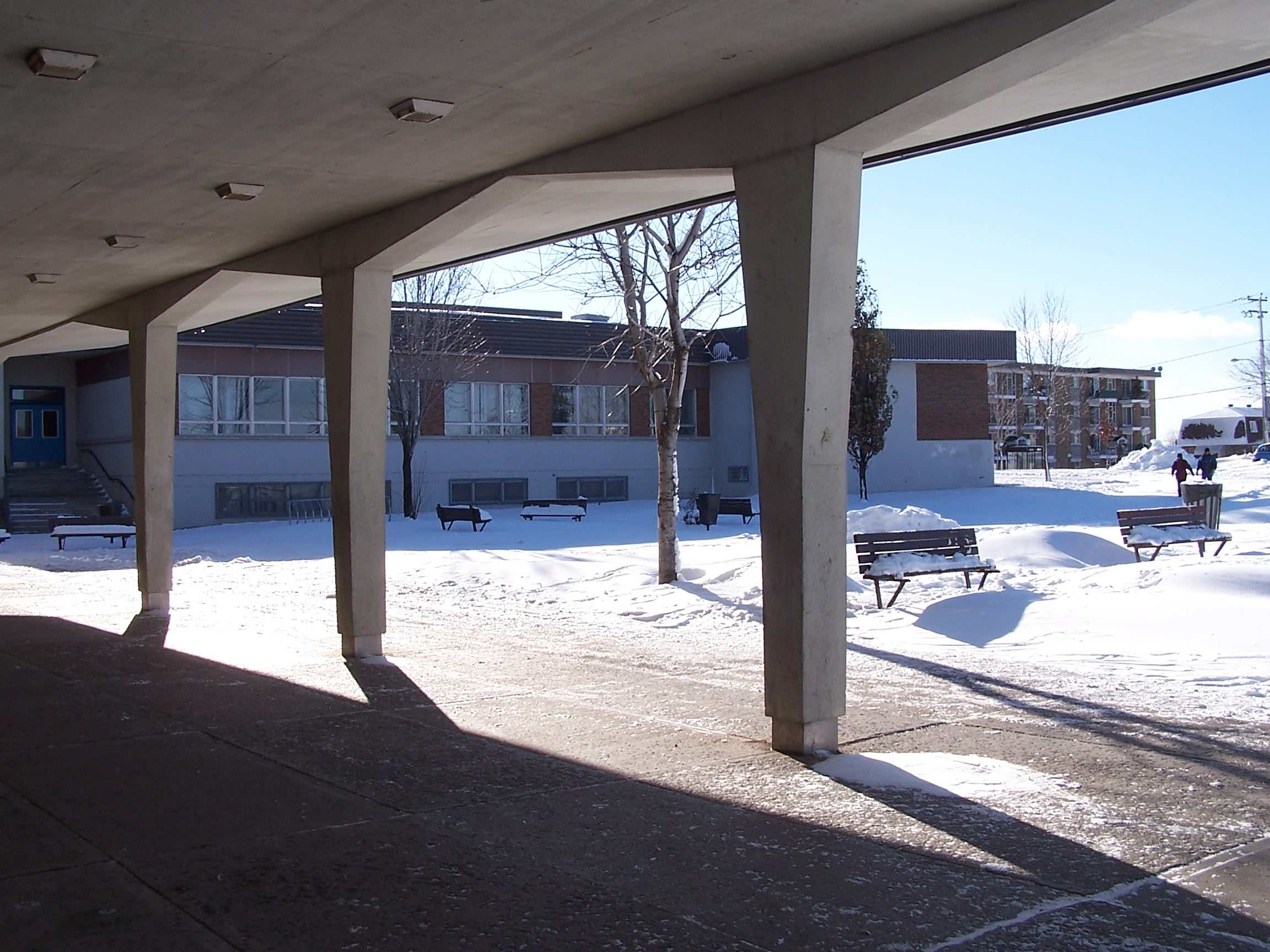
Façade
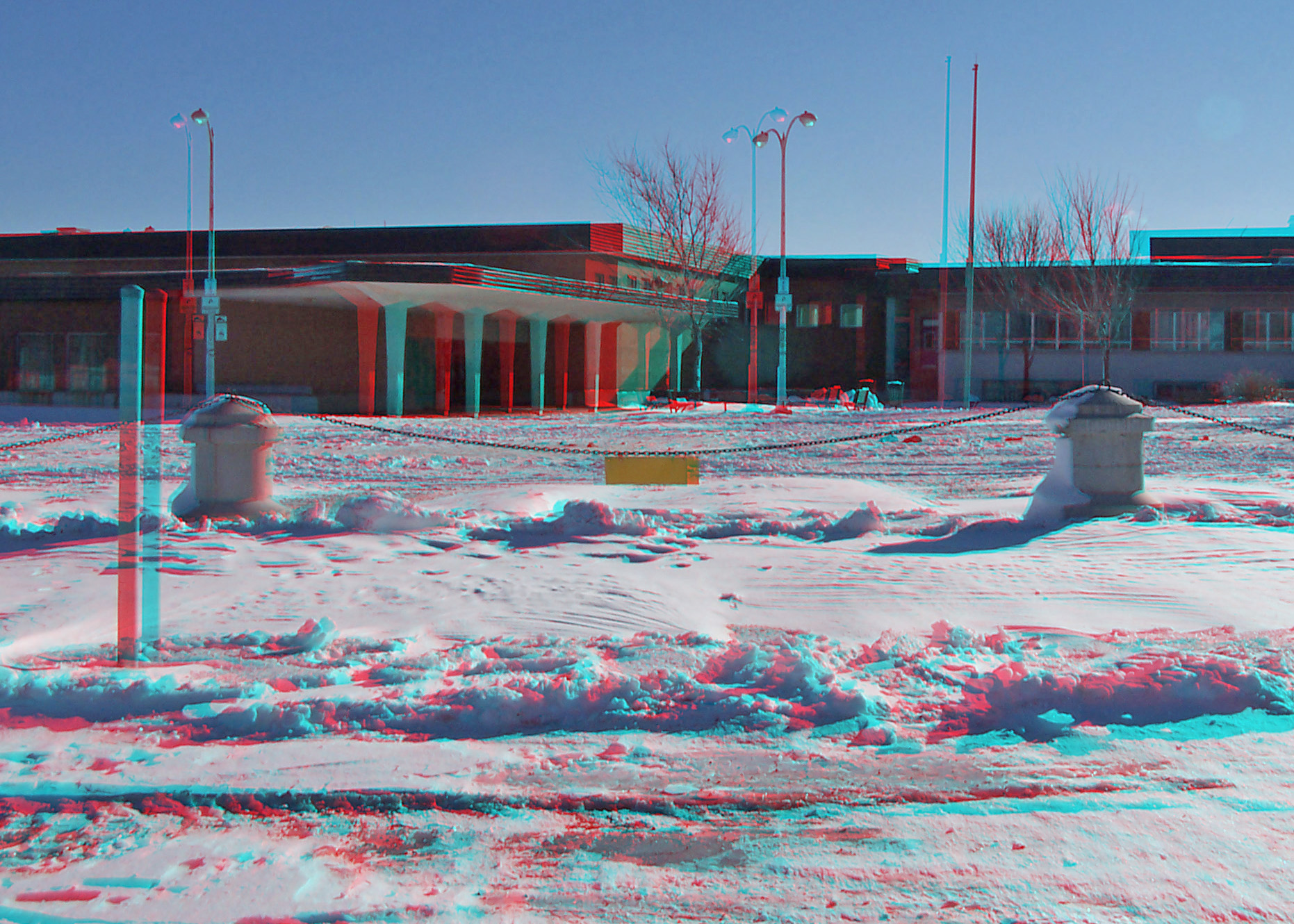
Anaglyphe 3D
Terrain de rugby et de soccer
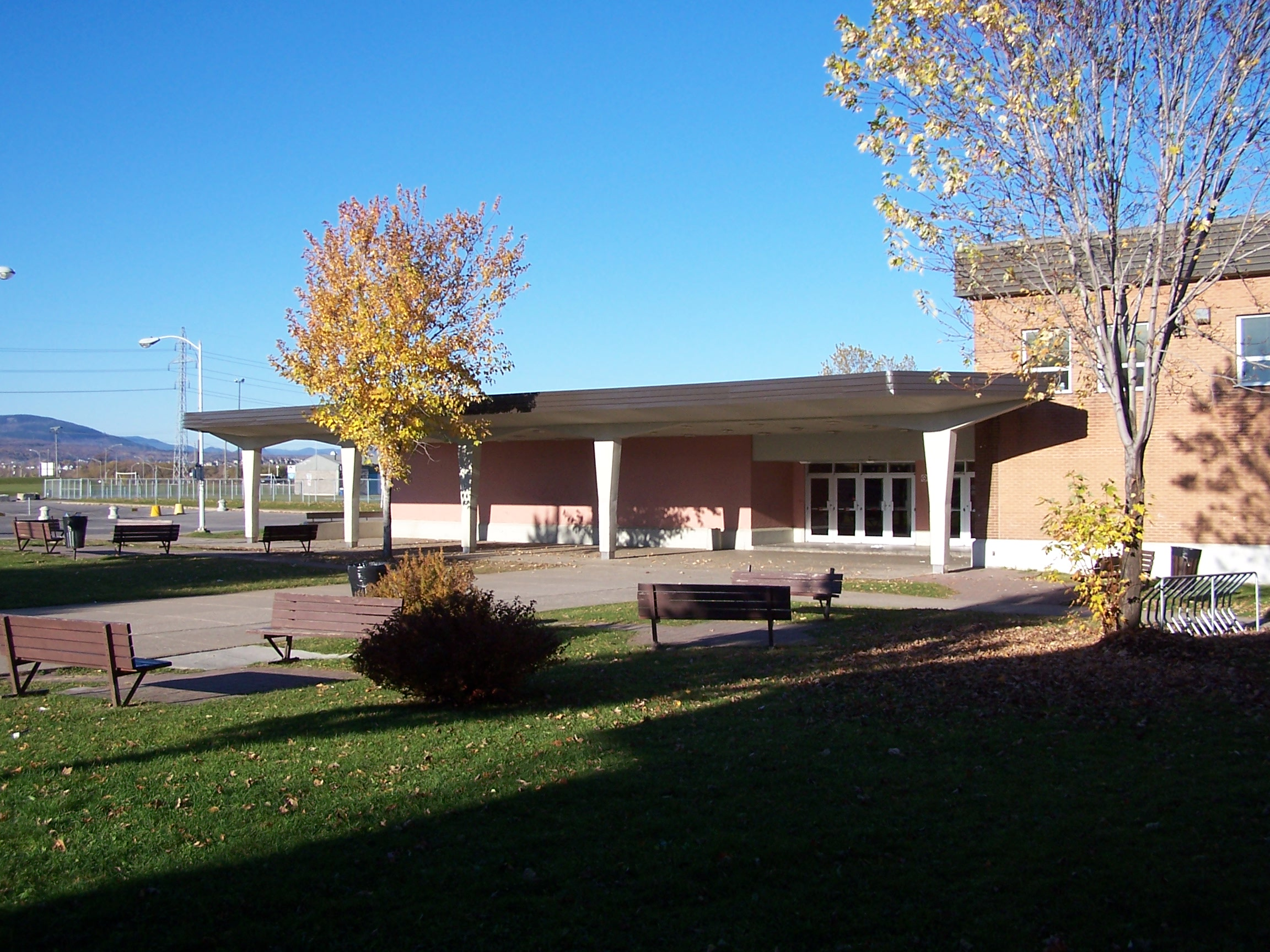
Entrée principale
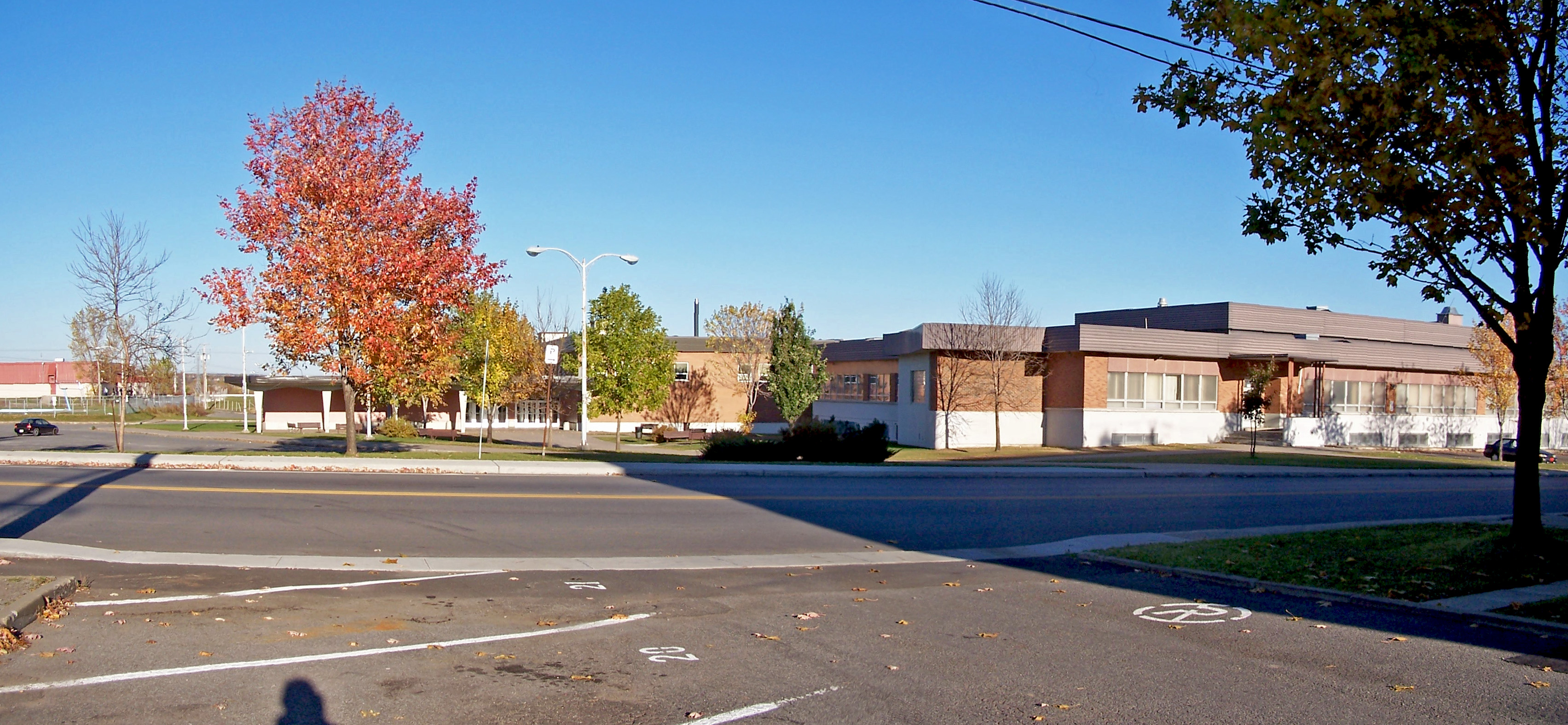
Vue d'ensemble

- Auditorium
- Bibliothèque scolaire
- Escalier central
- Porte avant
- Nom
- Vice-premiers ministres de l'école en 2022-2023
- Premier ministre de l'école en 2021-2022

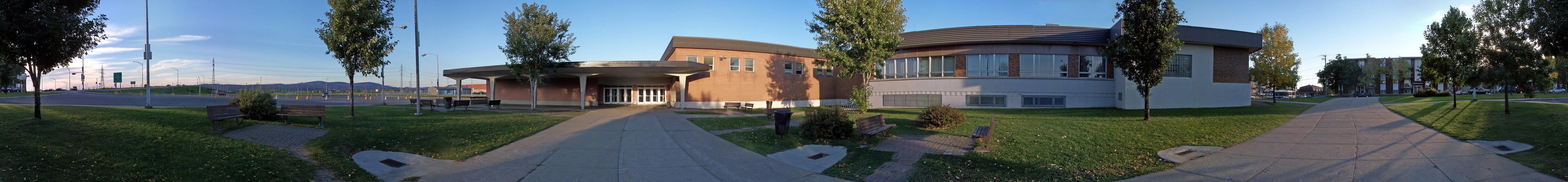
Façade
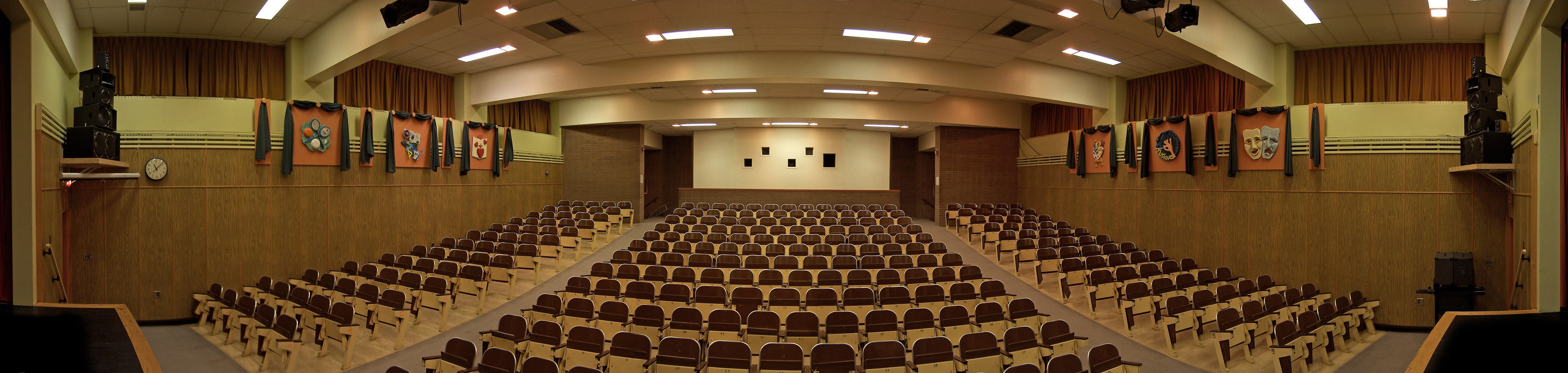
Auditorium
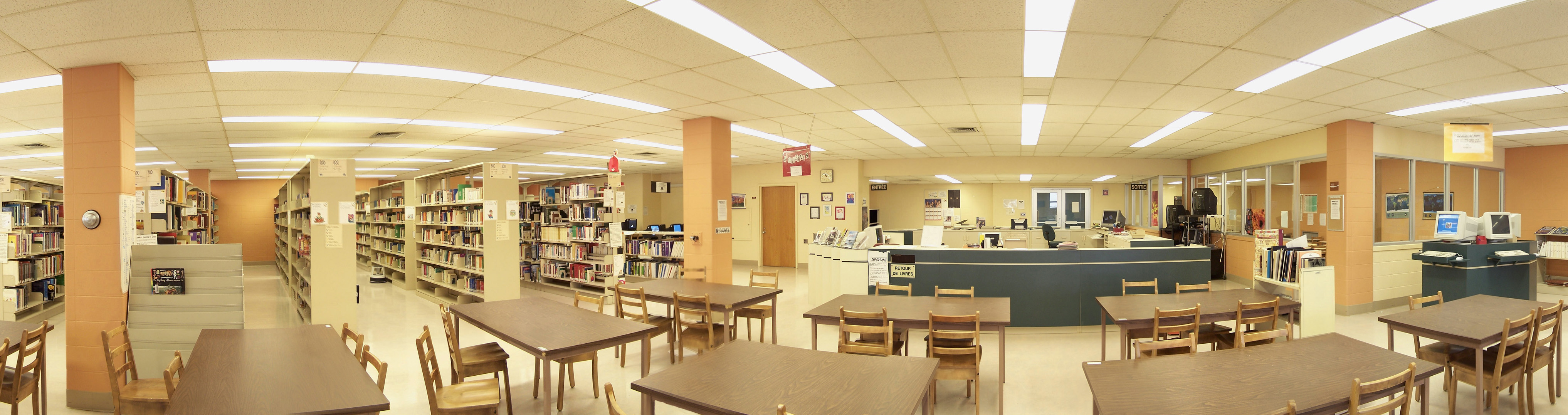
Bibliothèque scolaire
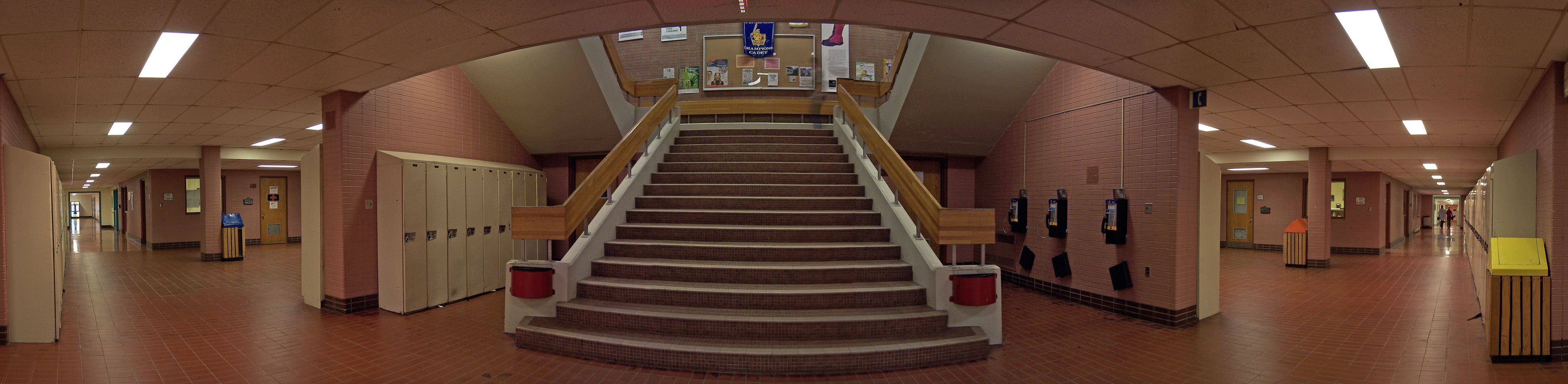
Escalier central
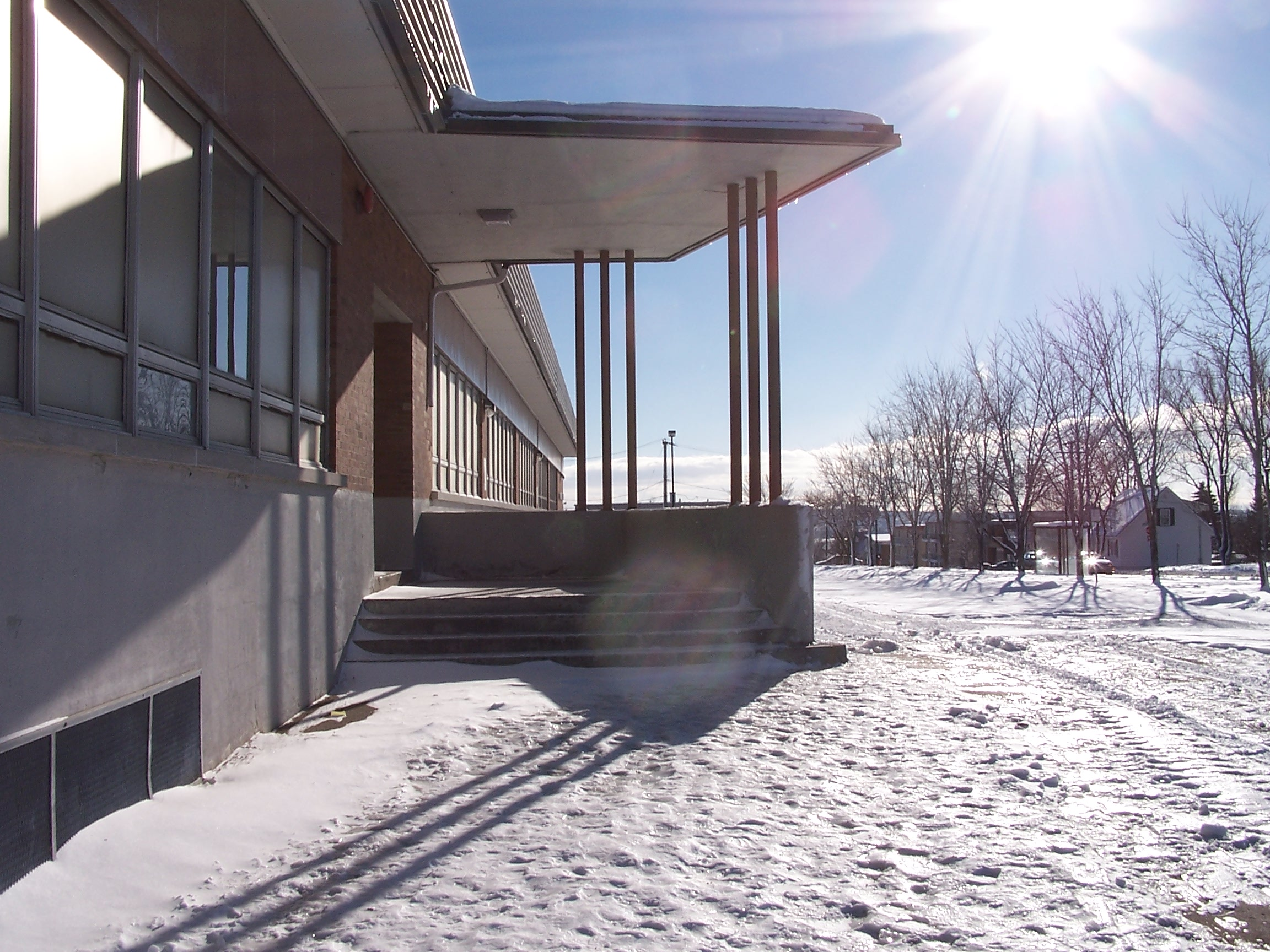
Porte avant
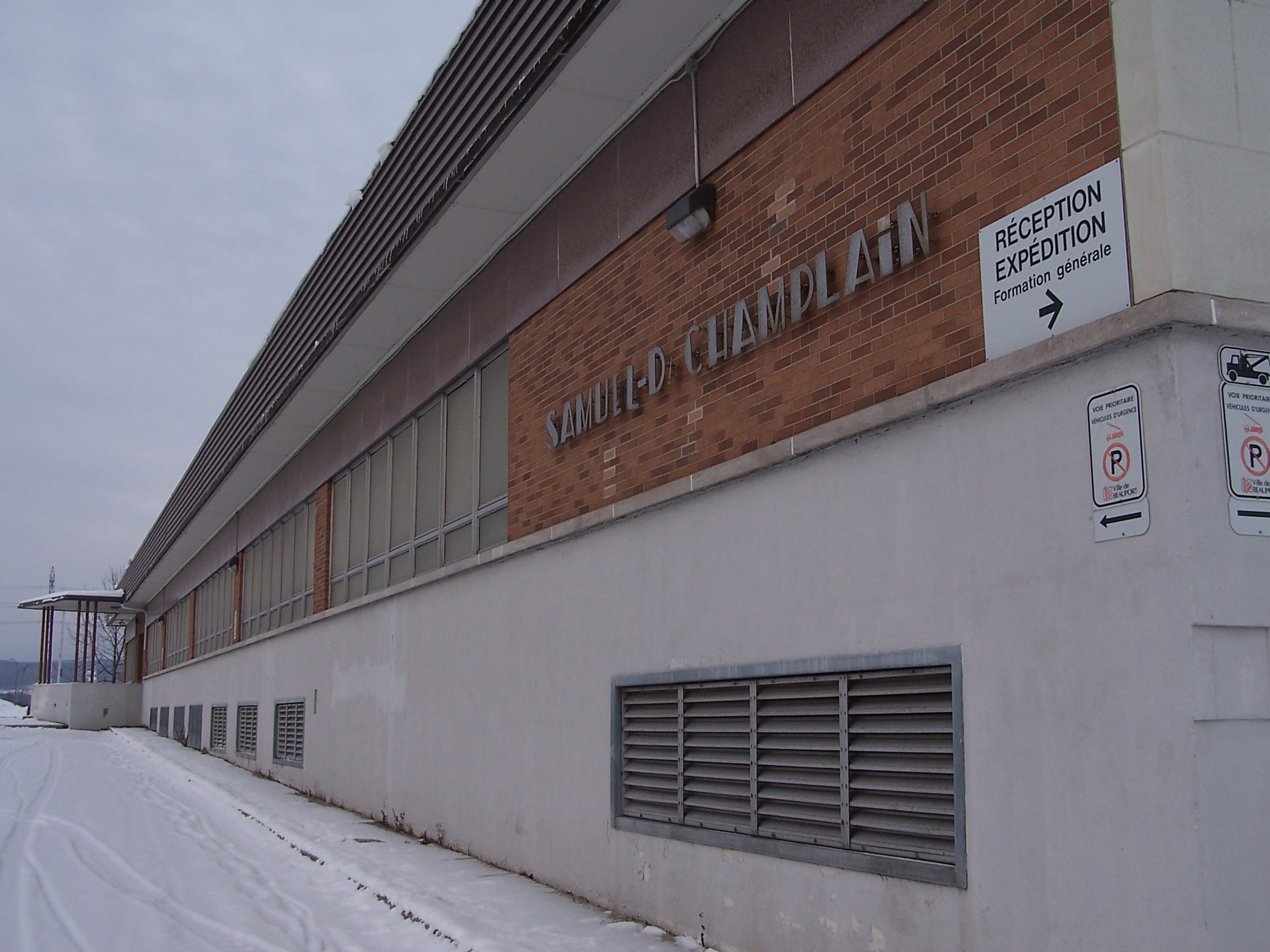
Nom
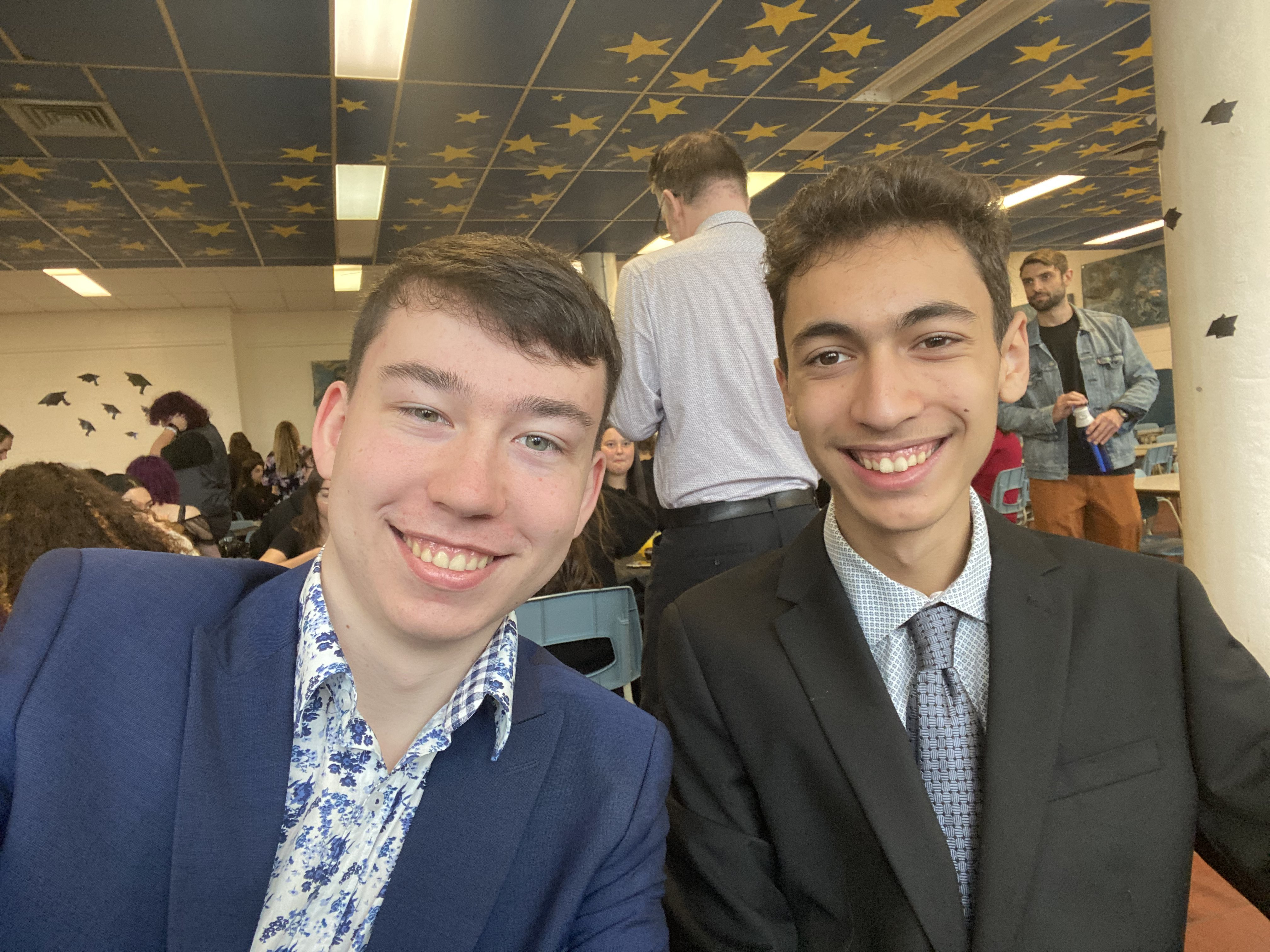
Vice-premiers ministres de l'école en 2022-2023
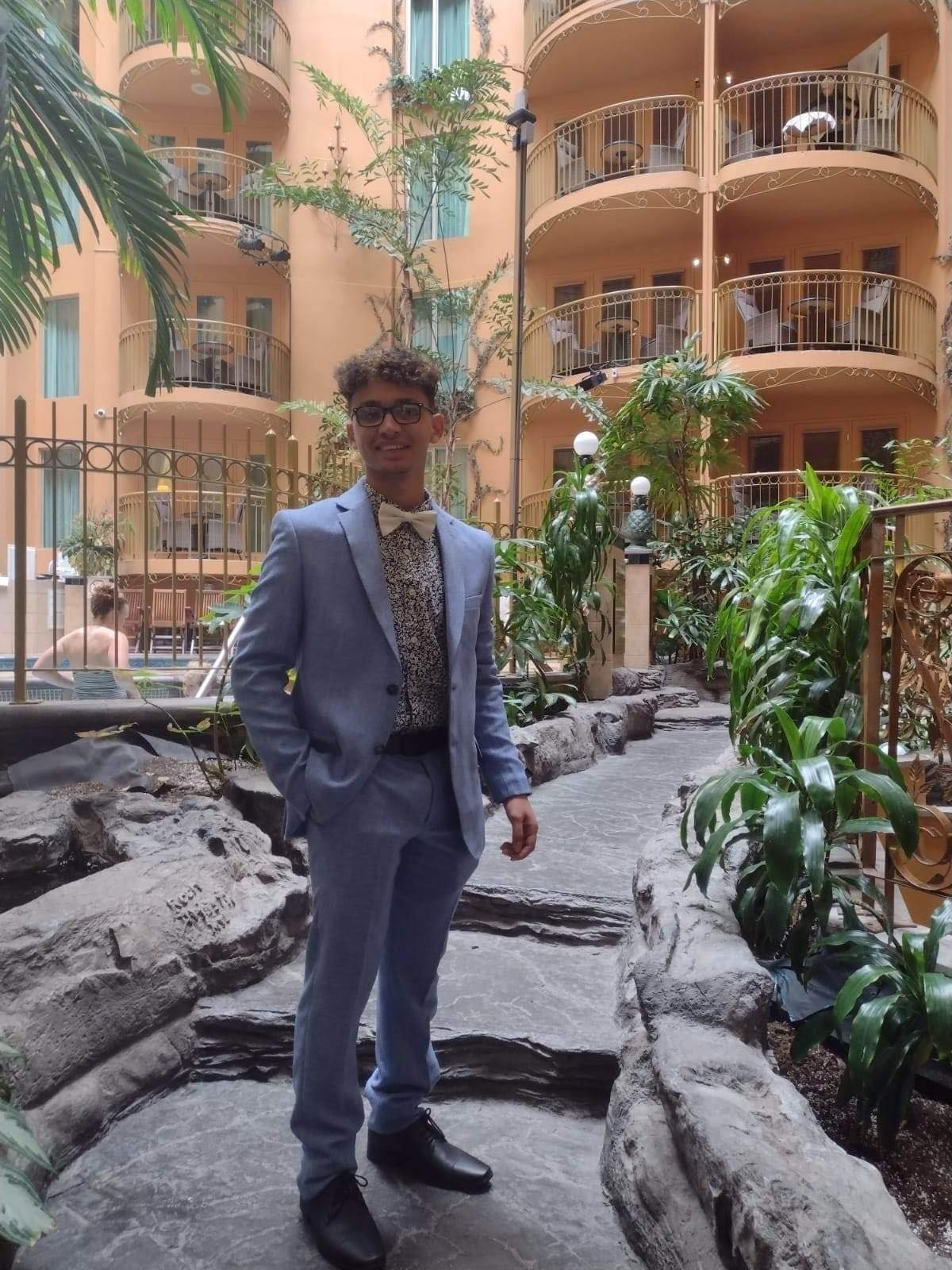
Premier ministre de l'école en 2021-2022

- Anaglyphe 3D
- Terrain de rugby et de soccer
- Entrée principale
- Vue d'ensemble